# Königsteini erőd

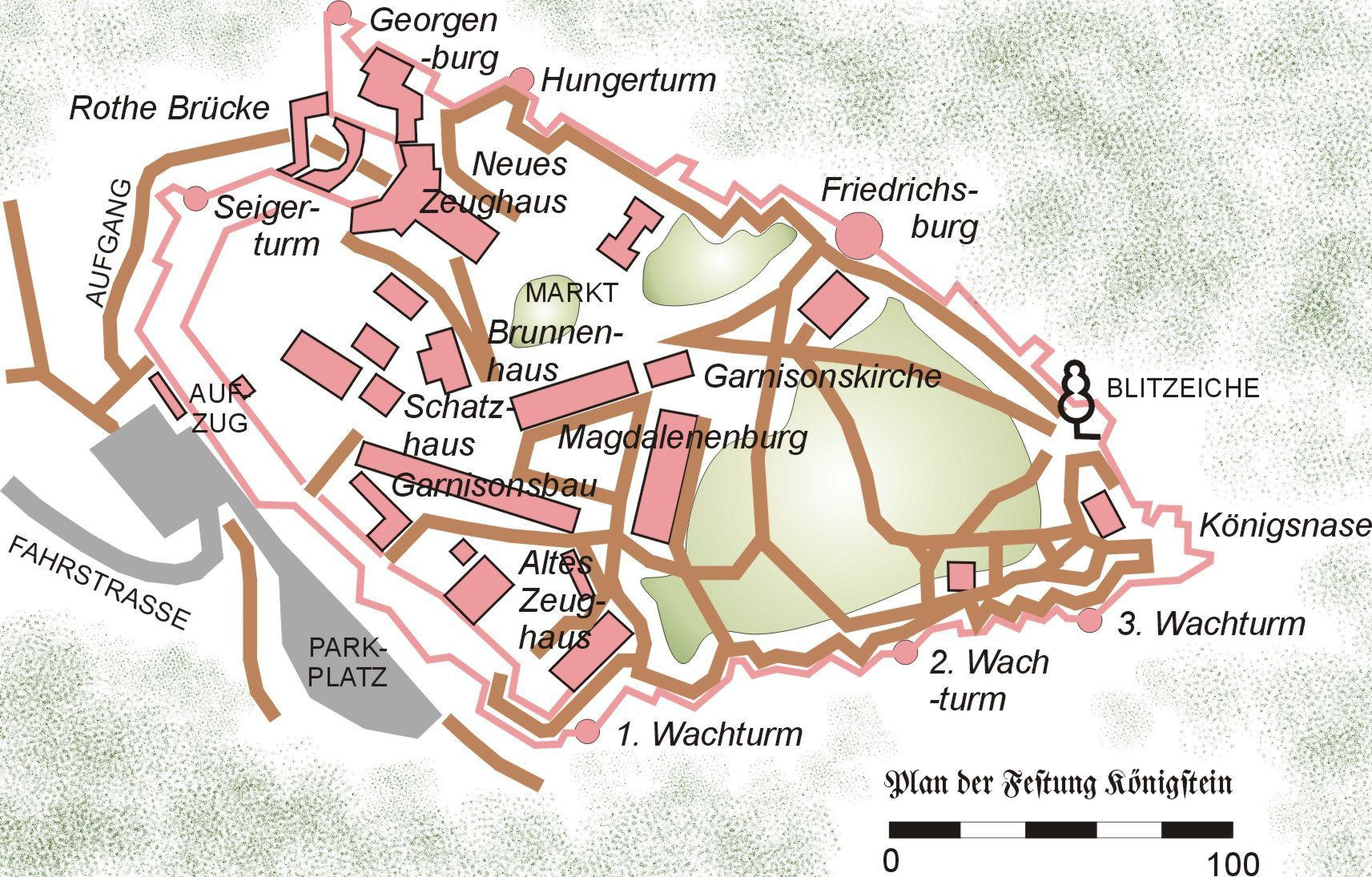
A mai térkép

A königsteini erőd (németül: Festung Königstein) Európa egyik legnagyobb hegyi erődje, amely Németország keleti szélén, Drezda közelében magasodik. Az Elbai-homokkőhegység közepén húzódó Szász Svájc területén, az Elba folyó bal partján a vele azonos nevű táblahegyen található Königstein városa fölött.
A 9,5 hektáros sziklaplató 240 méterrel emelkedik az Elba fölé. A leletek alapján a terület már a késő bronzkorban lakott volt. A katonai használat a 11. század végén kezdődött, amikor a hegyi fennsík északnyugati részén egy fellegvárat építettek. A 16. század második felétől szerkezeti bővítéseken esett át, amelyek az 1560-as években egy 152,5 méter mély kút építéséhez vezettek. Ma ez a második legmélyebb várkút Európában a kyffhauseni birodalmi vár kútja után. A várat 1589-től tovább bővítették, hogy szász állami erődítmény legyen. Falai 1800 méter hosszúak, 42 méter magasak és meredek homokkőfalak szegélyezik.
A következő évszázadokban a königsteini erőd helyőrségként, állami börtönként, kincstárként és menedékhelyként is szolgált. A különböző háborúk során az erődöt soha nem sikerült harcban elfoglalni. A fegyverek továbbfejlődése és a stratégiai jelentőség csökkenése miatt Königstein a 20. század elején elvesztette katonai szerepét. A versailles-i békeszerződés után 1920-ban az erődöt nagyrészt leszerelték.
Az 1920-as évektől kezdve az erődöt megnyitották a nagyközönség számára, 1955 óta pedig múzeumként állandóan látogatható. Ma több mint 50 épület, amelyek közül néhány 400 évnél is régebbi, hiteles betekintést nyújt az erőd egykori katonai és polgári életébe.

## Története

### A kezdetektől a reformációig
A königsteini várra vonatkozó legrégebbi írásos említés valószínűleg I. Vencel cseh király 1233-ból származó oklevelében található, amelyben egy „Burggraf Gebhard vom Stein” nevű nemes tanúként szerepel. A középkori vár a Cseh Királysághoz tartozott. Königstein első teljes megnevezésére az 1241-es felső-lusztinai határbirtoklevélben került sor, amelyet I. Vencel „in lapide regis” (latinul: a király kövén) pecsételt le. Ez az oklevél határozta meg a határokat a Cseh Királysághoz tartozó területek és a meisseni püspök birtokai között Budissin és Zagost földjén, amely később Felső-Lausitz lett. Mivel az Elba-völgy egyre jelentősebb kereskedelmi útvonallá vált, a cseh uralkodók Königsteint birtokuk északi részét uraló erősséggé és a szomszédos Müglitz-völgyben lévő, stratégiailag fontos Dohna várának előőrsévé alakíttatták. 
Miután a király és későbbi császár, IV. Károly 1348-ban a déli régiót uraló Eulau várát (Jílové u Děčína) Aussig (Ústí nad Labem) polgárai lerombolták, 1359. augusztus 5. és 19. között Königsteinben tartózkodott, és hajózási privilégiumokat írt alá. A várat a következő 50 évben többször is elzálogosították, többek között a von Winterfeldeknek és a Doninoknak. Mivel az utóbbi család a meisseni márki ellensége volt, az 1385 óta dúló dohnai viszály során az utóbbi 1408-ban végül elfoglalta a várat, de csak 1459. április 25-én, a chébai szerződésben állapították meg véglegesen a szász-cseh határt és ezzel Königstein átadását a meisseni grófságnak. A Szász Svájc más sziklaváraitól eltérően Königsteint a szász hercegek és választófejedelmek továbbra is katonai célokra használták. Königstein egy rövid időre kolostor lett. Nagyszakállú György herceg, a reformáció elszánt ellenzője, 1516-ban egy celesztinus kolostort alapított, a Mária csodáinak dicsérete kolostort, de ez már 1524-ben megszűnt, mivel Szászország György herceg halála után evangélikussá vált.

### A késő-középkori vár
Königstein helyén valószínűleg már a 12. században is állt egy kővár. A legrégebbi ma is meglévő épület a várkápolna, amely a 12-13. század fordulóján épült. A Georgenburg vár főszárnyában fennmaradt, négyzet alaprajzú, toronyszerű épület külső falai a 14. századból származnak. A kis épületegyüttest egy udvar egészítette ki. 1500 körül György herceg kibővítette ezt a IV. Károly uralkodásának idejéből származó várat egy déli szárnnyal és lépcsőtoronnyal, amely szintén fennmaradt a jelenlegi épületben.
1563 és 1569 között Conrad König 152,5 méter mély kutat fúrt a váron belül a sziklába, egészen addig Königstein helyőrsége a ciszternákból és az esővízből származó vízre volt utalva. A kút építése során a kitermelt sziklán kívül naponta nyolc köbméter vizet kellett eltávolítani az aknából. A 18. század végén a kutat Augustusbrunnen néven ismerték. A kút máig a világ egyik legmélyebb várkútjának számít.

### A reneszánsz erőd és fejedelmi rezidencia
1589 és 1591-97 között I. Keresztény szász választófejedelem és örökösei a várat Szászország legerősebb erődítményévé bővíttették a választófejedelem táborszernagyának, Paul Buchnernek az irányításával, aki más udvari épületeket és erődítményeket is építtetett I. Keresztény számára. Az akkor még meglehetősen sziklás táblahegyet körös-körül magas falakkal vették körül, mellvédekkel és kerek megfigyelőtornyokkal. A komplexum a terep által meghatározott erődítményként meglehetősen atipikus volt a reneszánsz korban. Daniel Specklin strasbourgi erődítmény-elméletírót akkoriban különösen érdekelte ez az épülettípus.
Königstein új épületei ebből az időszakból a kaputorony, amelynek háromszárnyú homlokzata az új várkapu fölé emelkedett, valamint a régebbi Georgenburg és az új kaputorony közötti összekötő építményként a kapu védelmére szolgáló Streichwehr. Az 1589 és 1591 között épült kaputorony az erőd főbejárataként szolgáló, újonnan épített feljáró fölött elhelyezkedő középső szárnyból és két szögletes szárnyból állt. A kapuépület alatt két pinceszint volt, amelyek közül a felsőben volt az új bejárati kapu, amely a mainál magasabb volt. Az elülső erődkapu nem maradt fenn, ellentétben a Paul Buchner által készített hátsó portállal, amelynek rusztikus párnakerete van. 1591-ben megépült a Streichwehr, amely nagy alépítményeket igényelt a sziklában lévő rés lezárásához, amelybe öt kazamatát építettek az ágyúk számára kialakított lőrésekkel. A kaputorony és a Streichwehr felső emeleteit arra szánták, hogy további teret biztosítsanak a választófejedelem számára. Ide tervezték a választófejedelmi pár és a magas rangú tisztek számára a szobákat, amelyeket már 1590-ben kandallókkal láttak el.
Ezenkívül 1589 és 1591 között központi épületként két pavilont (Lusthaus) építettek. A Christiansburg (ma Friedrichsburg) és a Königsnase kastélyait azért építtette Keresztély, hogy ünnepségeket tarthasson ott. A Christianusburg helyén tette le I. Keresztény 1589-ben az újonnan felépítendő erőd alapkövét. A nyolcszögletű pavilon felső termét udvari ünnepségekre használták. A pavilon a földszinten elhelyezett ágyúkkal megfigyelő- és tüzérségi toronyként is szolgált. Mára barokk formában átépítve maradt fenn.
A régi fegyvertárat 1594-ben Paul Buchner építette katonai célokra, az őrházat, a mai régi kaszárnyát pedig 1598-ban.
1605-ben az északi régi várat átalakították és a kapu fölött délen az új épületekhez igazították, új törpeházakkal, földszinti boltozatokkal és a régebbi Wendelsteinhez csatlakozó kőárkáddal. Az épületet azonban csak I. János György választófejedelem alatt, 1619-ben avatták fel, és a Johann-Georgenburg nevet kapta.
A Magdalenenburgot 1622 és 1622 között építették a kapu mögött, mint különálló, nagyobb méretű, hosszúkás alaprajzú palotát, 1631-ben pedig a Johannissaal épült fel a kapu fölé díszteremként.

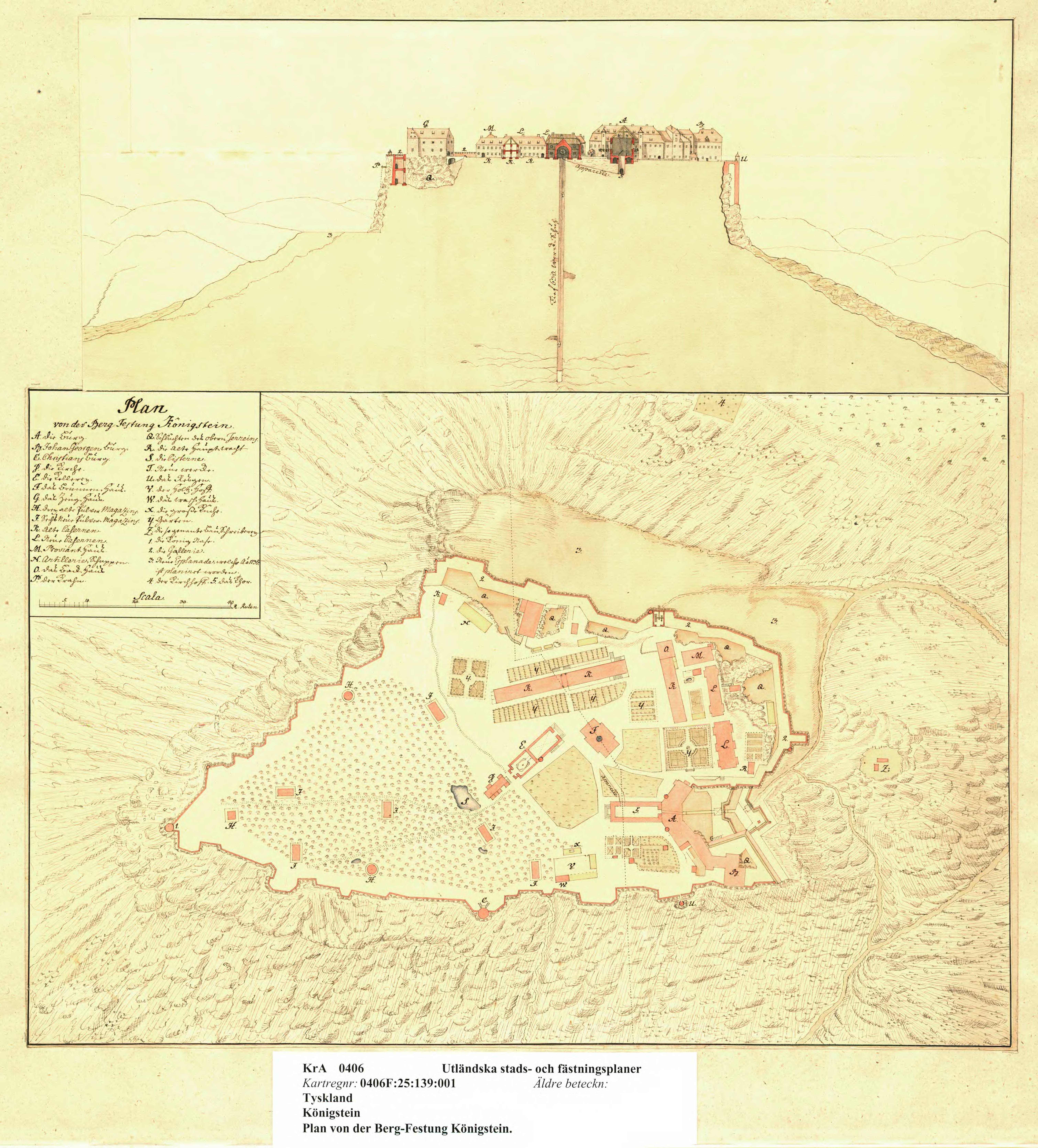
Az erőd 1735 és 1755 közötti állapota

### A barokk erőd
Az erőd történelmében a harmincéves háborút követő időszakot tekinthetjük a második jelentős építési szakasznak. A védelem javításának érdekében Wolf Caspar von Klengel 1667 és 1669 között megépítette a Georgenburg előtt a Johann-Georgen-bástyát.
A román stílusú várkápolna helyén már 1515-ben, Nagyszakállú György herceg idején felépült a Szent György-kápolna, amely mellett kolostort is akartak létesíteni. Az idősebbik Paul Buchner 1591-ben, majd fia 1631-ben átépíttette és tetőpárkánnyal látta el, majd Wolf Caspar von Klengel 1671 és 1676 között újra átalakította és újjáépíttette, ebből az időszakból származik a torony, a tető, az oltár és a szószék.
Az 1729 és 1735 között kimélyítették és újabb két védművel látták el az erődítmény kapuját.
1722 és 1725 között készítette el kádármesterek egy csoportja a Magdalenenburg-vár pincéjében Erős Ágost választófejedelem megrendelésére a gigantikus, 249 838 literes königsteini boroshordót. A költség 8230 tallér 18 groschen és 9 pfennig volt. A világ legnagyobbjának számító hordót, amelyet csak egyszer töltöttek meg teljesen a Meißner Pflege vidékéről származó borral, 1818-ban állagromlás miatt szét kellett bontani.

### A 19. századi átépítések
Az említett időszakok alatti terjeszkedés után is többször átalakították és átépítették a kiterjedt fennsíkot. Az 1631-ben épült Szent János-csarnokot 1816-ban alakították át az új fegyvertárrá, míg a Magdalenenburgot 1819-ben utánpótlási raktárrá alakították át, amelyet külön megerősítettek az ágyúzások ellen. A régi élelmiszerraktárat laktanyává alakították át. A kincsesházat 1854 és 1855 között építették. Miután az erődöt 1871-ben beillesztették az újonnan létrejövő Német Birodalom erődrendszerébe, 1870 és 1895 között nyolc lövegállással ellátott ütegbástyákat építettek, hogy egy esetleges támadás esetén az erőd teljes körű védelmét biztosítsák, amire azonban soha nem került sor. Ezek voltak egyben az utolsó nagyszabású építkezések az erőd történetében. 

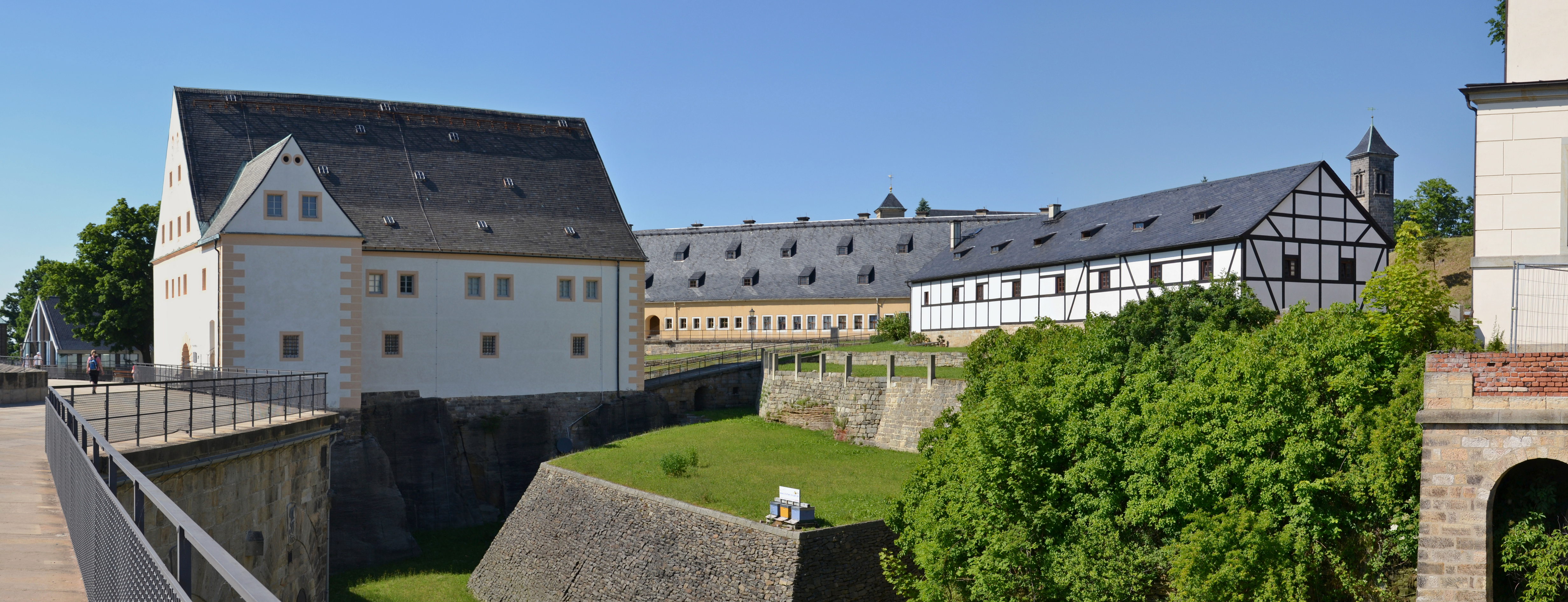
Az1594-ben épített régi fegyvertár (Altes Zeughaus, balra) és régi kaszárnya 1598-ból (hátul középen)
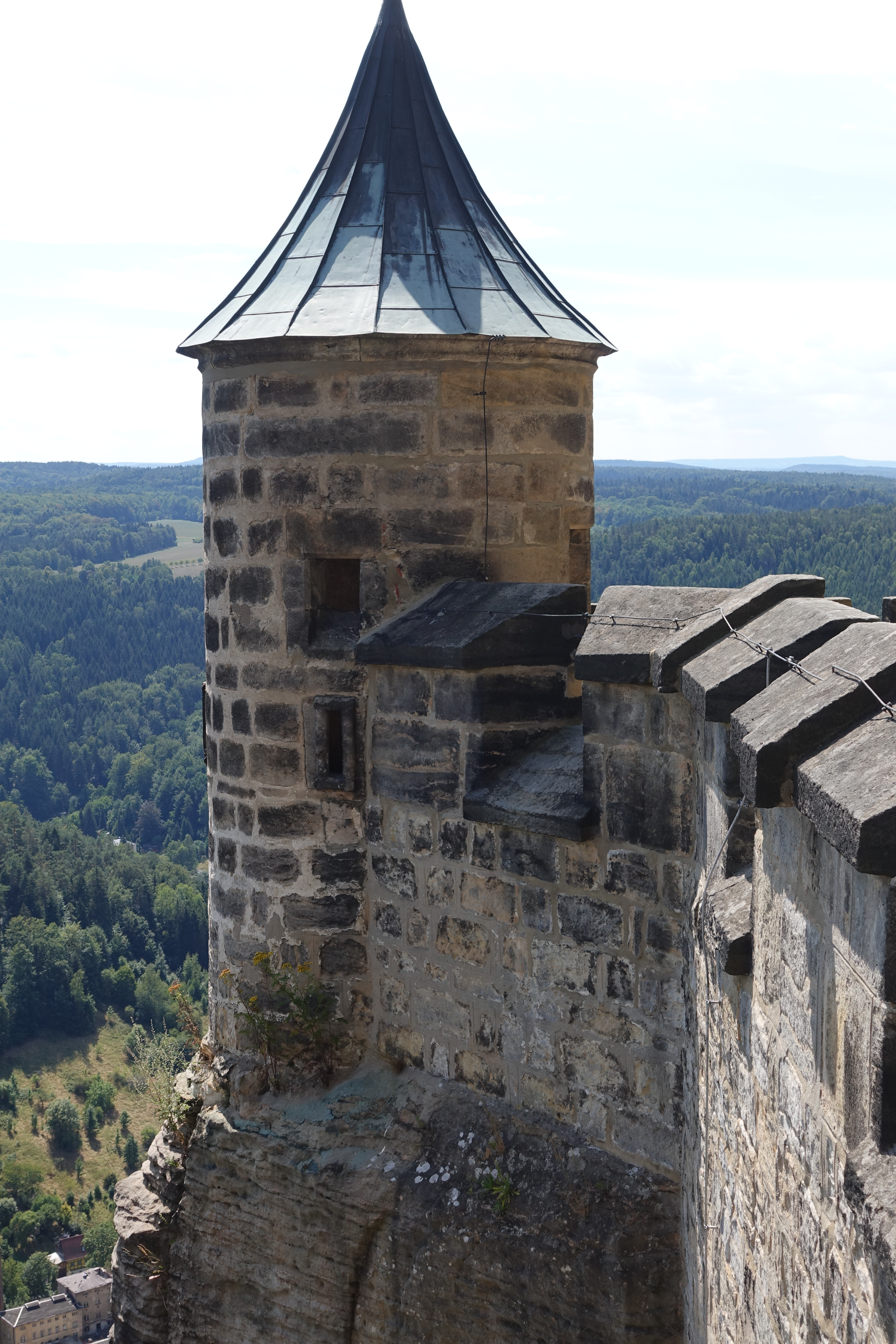
Az 1590 körül épült őrtorony
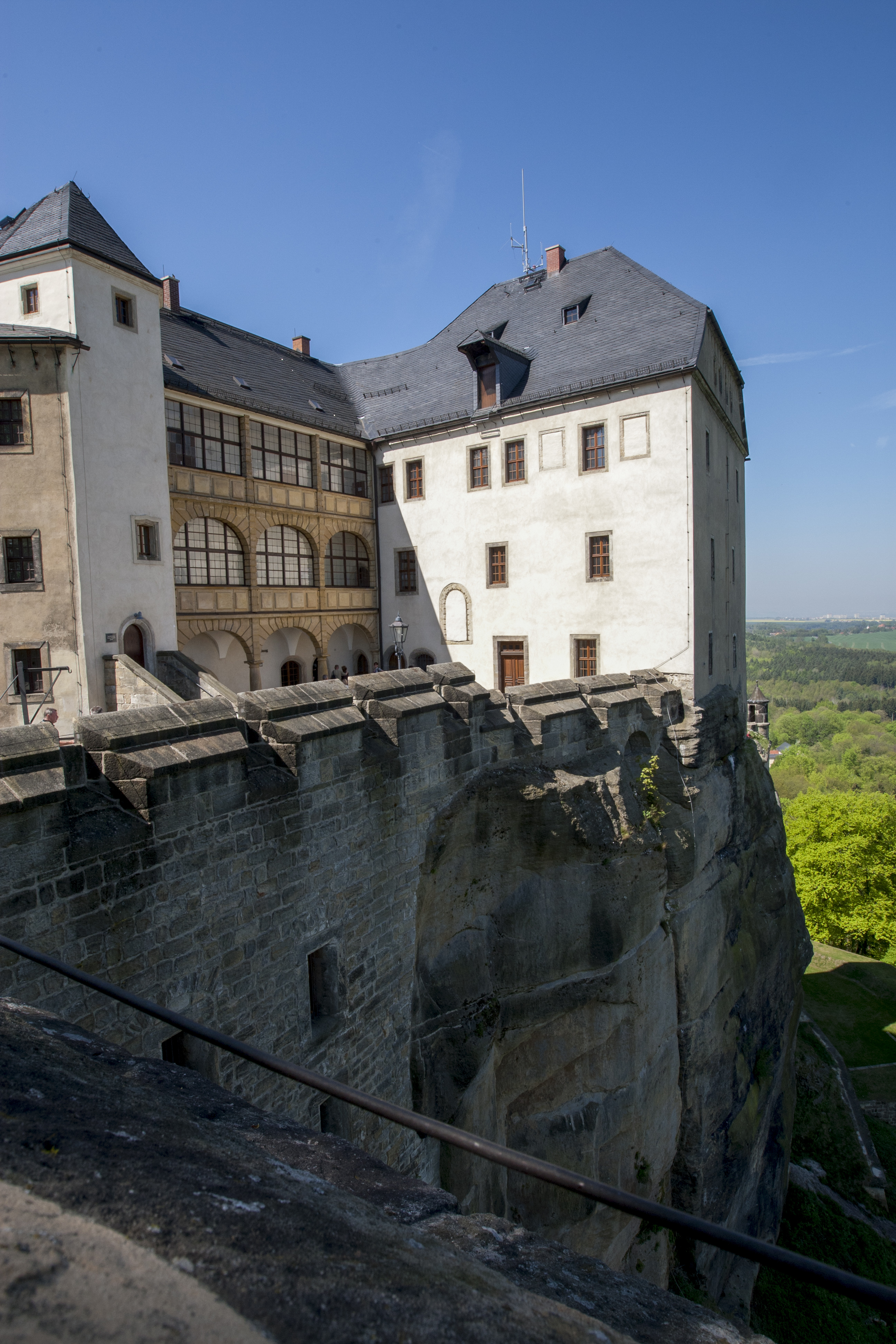
A Johann-Georgenburg reneszánsz árkádjai 1605-ből
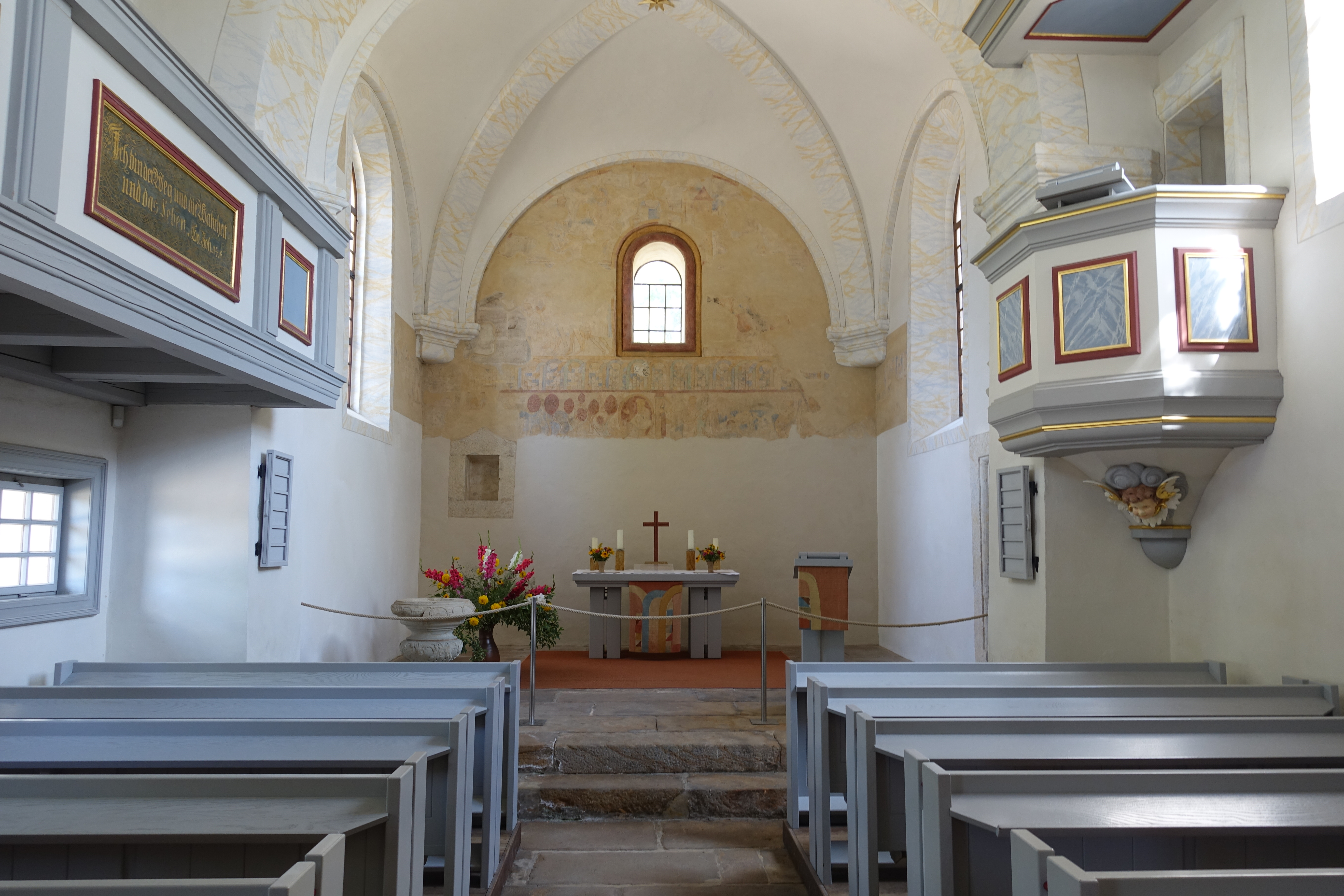
Az 1671-1676 között Wolf Caspar von Klengel által épített várkápolna
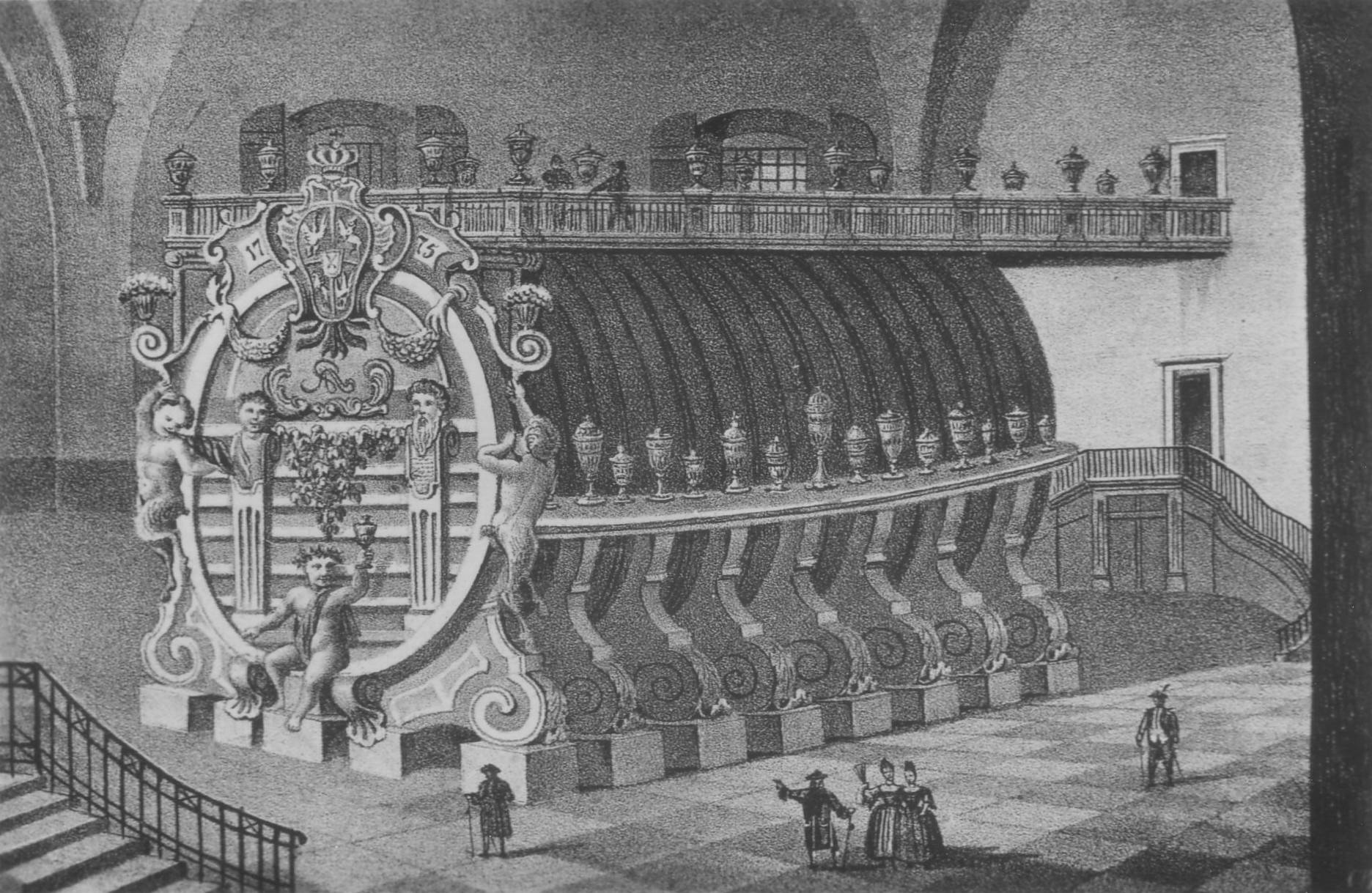
A königsteini óriáshordó (Königsteiner Riesenfass)
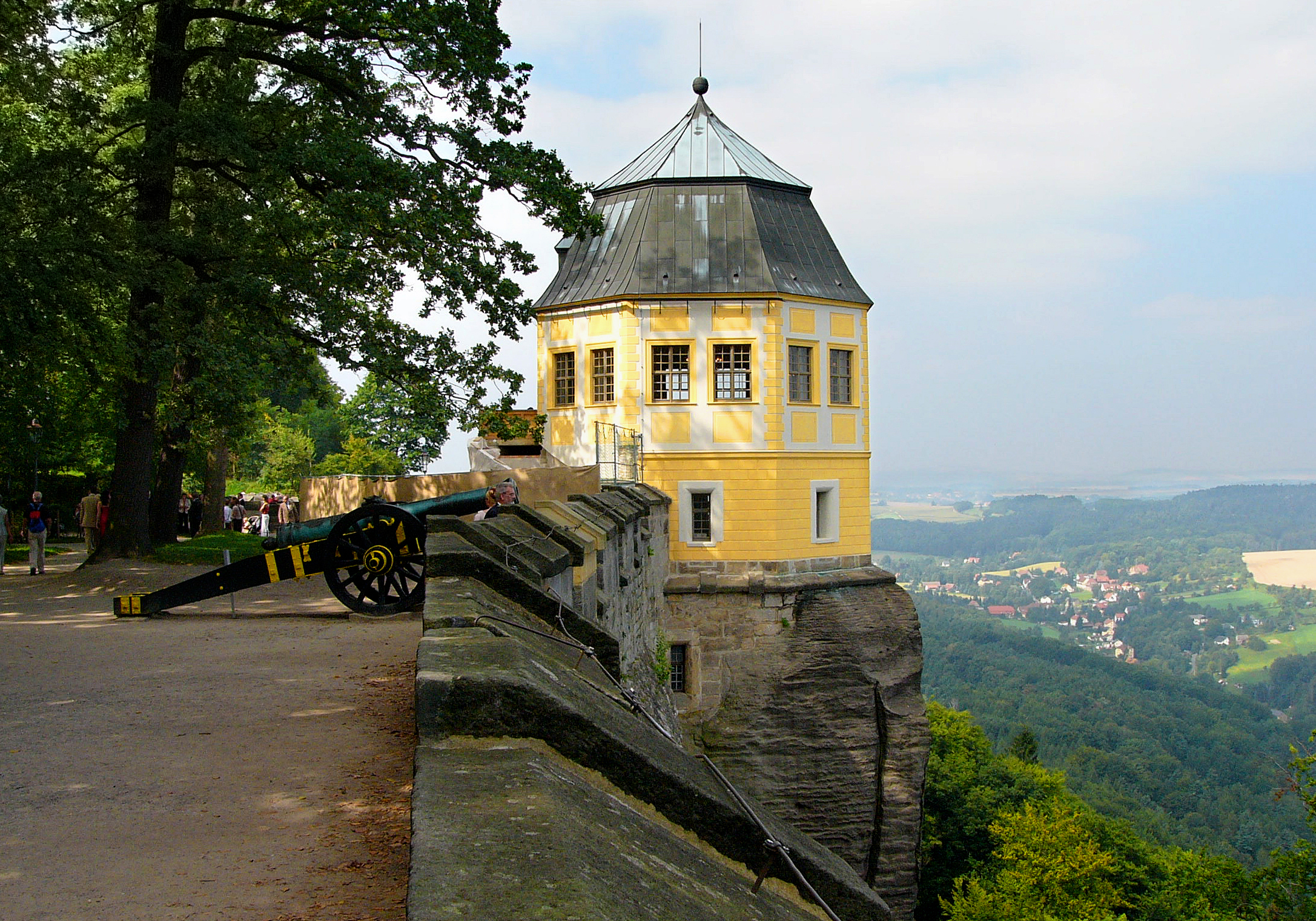
Az erődfalak és Friedrichsburg
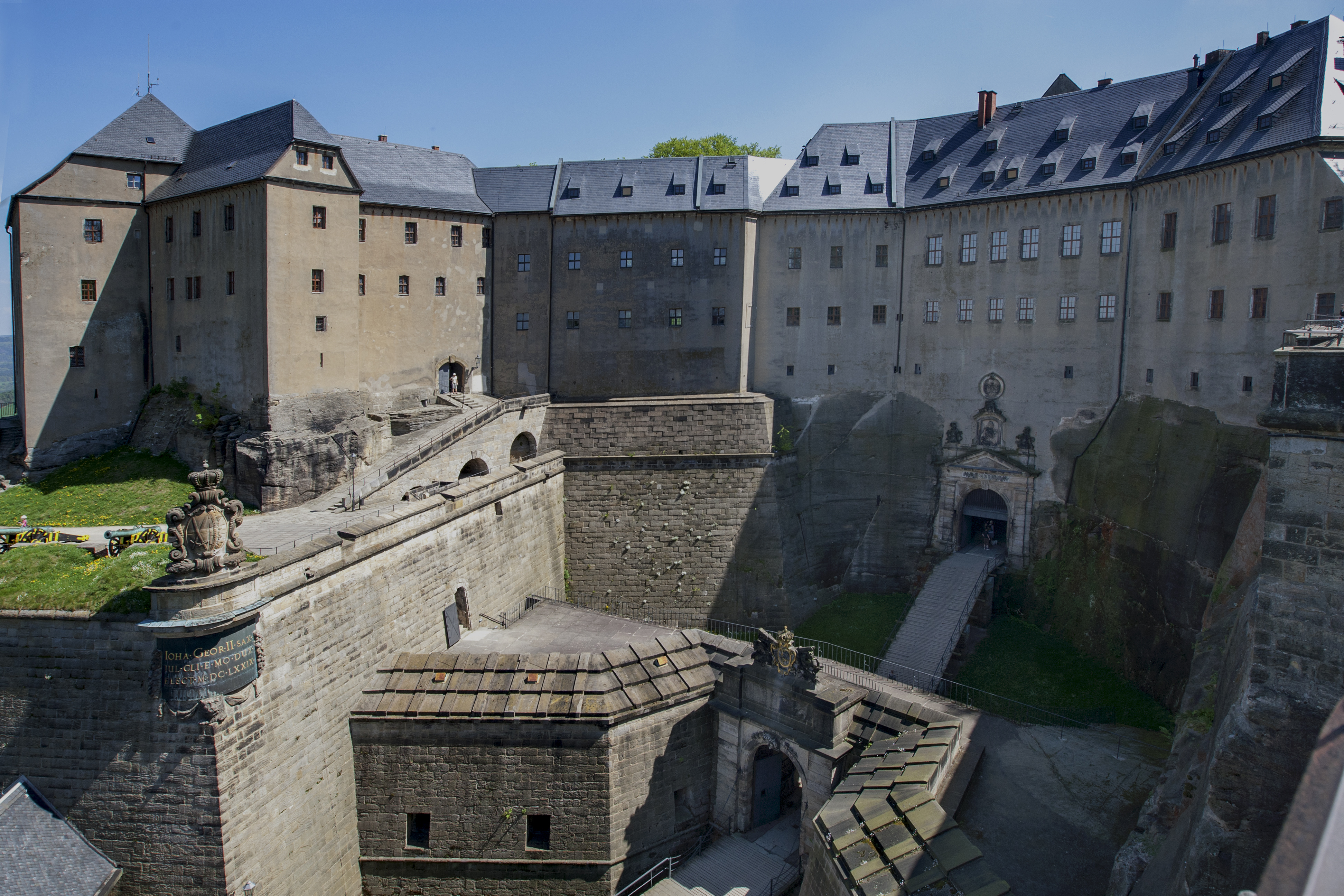
A különbőző időszakok során felépített várkapu. Balra a középkori mag (Georgenburg, 1605), fölötte az 1669-es „Georgenbatterie“, 1669, jobbra az 1589–1591-es bővítések, valamint a 18. századi Graben
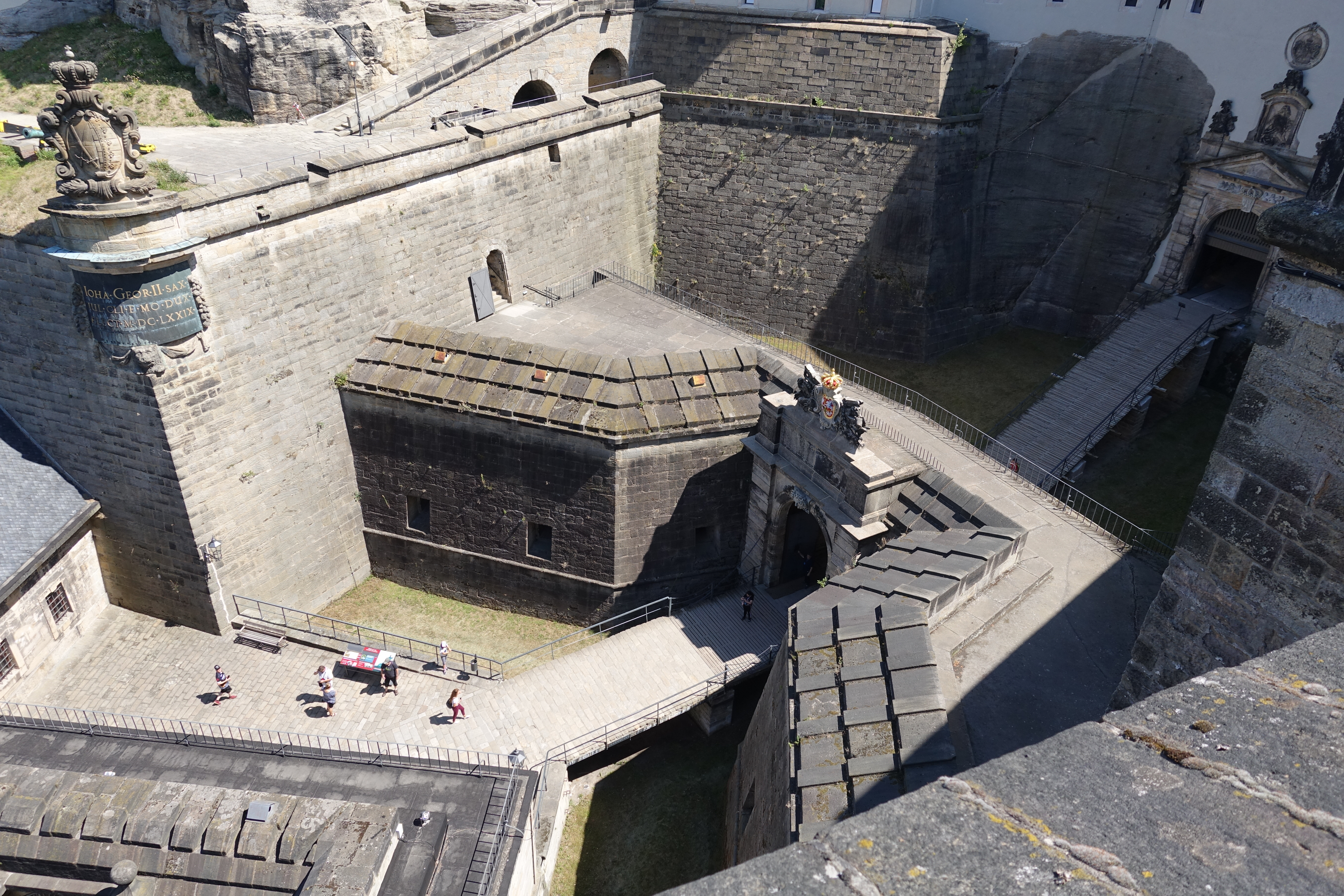
A várkapu: felül a Johann-Georgen-bástya, középen az 1730 körül épült elővédművek (Vorwerke)
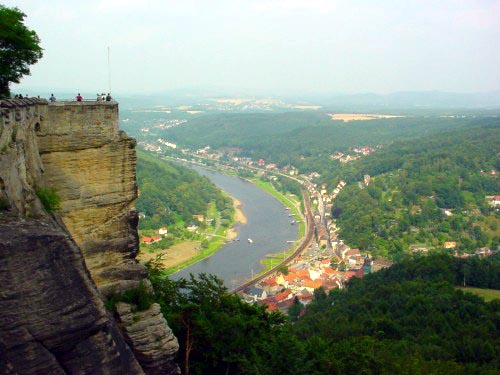
Kilátás Königstein városára és az Elbára, bal oldalon a „Königsnase“ (királyorr) sziklaformáció

## A börtönerőd
Az erőd 1591-től egészen 1922-ig Szászország legismertebb állami börtöne volt, innen nyerte a Szász Bastille becenevet. Az 1870-es porosz–francia háború és a két világháború alatt az erődöt hadifogolytáborként is használták. 1939 és 1945 között lengyel, francia, brit, holland és amerikai hadifoglyokat internáltak ide, a tábor Oflag IV-B néven működött. A második világháború után a Vörös Hadsereg katonai kórházként használta. 1949 és 1955 között az NDK ifjúságvédelmi szervezete úgynevezett Jugendwerkhofként használta a bűnözők és a szocialista társadalom képébe nem illeszkedő fiatalok átnevelésére. Napjainkban kiállítás emlékezik meg az építmény egykori rabjairól.
Az erődnek számos híres foglya volt, többek között itt raboskodott:
- Nikolaus Krell (1591-1601), Szászország választófejedelmi kancellárja
- Wolf Dietrich von Beichlingen (1703-1709), szászországi választófejedelmi nagykancellár és udvari marsall,felségsértés miatt.
- Franz Conrad Romanus (1705-1746), Lipcse polgármestere.
- Johann Friedrich Böttger (1706-1707), az európai (meißeni) porcelán feltalálója.
- Johann Reinhold von Patkul (1706-1707), livóniai államférfi.
- Karl Heinrich von Hoym gróf (1734-1736), szász választófejedelmi kabinetminiszter, később öngyilkos lett a cellájában.
- Friedrich Wilhelm Menzel, (1763-1796), szász köztisztviselő, államtitkok áelrulója
- Bernhard Moßdorf (1831-1833), szász jogász és egy reprezentatív alkotmánytervezet szerzője
- Mihail Alekszandrovics Bakunyin (1849-1850), orosz anarchista és forradalmár.
- August Bebel (1872-1874), a legjelentősebb német szociáldemokrata politikus, az SPD egyik alapítója, majd elnöke
- Thomas Theodor Heine (1899), karikaturista és festőművész
- Frank Wedekind (1899-1900), író és színész
- Henri Giraud (1940-1942), francia tábornok, sikerült megszöknie az erődből.
- René Prioux (1940-1942), francia tábornok, kiszabadult a fogságból
- Gustave Mesny (1940-1945), francia vezérőrnagy, az SS meggyilkolta.
- Augustín Malár (1944-1945), szlovák tábornok.
- Henri Winkelman (1941-1945), holland tábornok
- Franciszek Kleeberg (1939-1941), lengyel dandártábornok.

## Múzeumi és turisztikai hasznosítása
A versailles-i békeszerződésben kikötött leszerelést követően az erődöt már az 1920-as években elkezdték turisztikai célokra használni. A Reichswehr tagjai és családtagjaik számára 1927-től kezdve üdülési lehetőséget biztosítottak. 1930-tól az Új Fegyvertárban hozták létre az első hadtörténeti kiállításokat és dokumentumokat. A további múzeumi fejlesztéseket megszakította a második világháború, amikor az erődöt hadifogolytáborként használták, majd ezt követően ifjúsági munkaközpontként (Jugendwerkhof) használták.
1955. május 29-én az NDK Kulturális Minisztériuma átvette a königsteini erődöt, és múzeummá nyilvánította azt. A következő évtizedekben a következő épületeket tették használhatóvá a nagy szervezési nehézségek ellenére: Altes Zeughaus, Neues Zeughaus, Brunnenhaus, Schatzhaus, Alte Kaserne, Georgenburg, Magdalenenburg, Friedrichsburg, a VII. és VIII. ütegek lőszerrakodó rendszerei, valamint az I. és III. laktanya. Az 1960-as években az NDK az 1889-91-ben épült 7000 köbméteres lőporraktárat, az úgynevezett Saalkasemattét polgári védelmi bunkerré alakította át, ennek során vészhelyzeti áramfejlesztőt, szellőzőrendszert, vízellátást és légzáró ajtókat építettek be. A termet szerkezetileg több elkülönülő munkaszobára osztották.
1967 és 1970 között a feljáró lábánál egy 42 személy számára engedélyezett liftet építettek fel. Ez a felvonó két közbenső állomással rendelkezik (élményétterem és kazamaták), és teherliftként 4,5 tonnáig terjedő tömegű járműveket volt képes szállítani. A német újraegyesülést követően 1991-ben a königsteini erőd Szászország tartomány tulajdonába került, és azóta is széles körű felújításon során esik át. 2005-ben az erőd függőleges külső falán egy második felvonót építettek, amely egy panorámakabinban legfeljebb 18 utast szállít mintegy 42 méteres magasságba. A felvonó lábánál fedett várakozóhely található. Szászország tartomány 1,7 millió eurót biztosított az építkezéshez. A panorámalift 2006 húsvétján állt üzembe.
1991 és 2024 között Szászország összesen mintegy 66 millió eurót fektetett be az erődítmény felújításába és bővítésébe. 2000 óta a múzeum részvénytársaságként működik, 2003 óta pedig nonprofit státusszal rendelkezik. Megnyitása óta évente átlagosan félmillió látogató keresi fel a helyszínt, 2019-ben ezek egyharmada Lengyelországból és a Csehországból érkezett. Az erőd szabadtéri hadtörténeti múzeumként mutatkozik be a látogatóknak, számos belső, állandó és különleges kiállítással. A két fegyvertárban többek között a drezdai Bundeswehr Hadtörténeti Múzeum is jelen van hadtörténeti kiállításokkal.
2015. május 1. óta új állandó kiállítás látható az erődben. Az „In lapide regis - A király kövén” címet viselő tárlat először meséli el az erőd közel 800 éves történetét a középkori kezdetektől napjainkig. A kapuépületben és a Streichwehrben berendezett kiállítás 33 termet foglal magában, amelyek közül néhány most először látogatható. A nyugati szárnyat 2018-ban, a Magdalenenburgot pedig 2019-ben újították fel.
A helyszínen évente megrendezésre kerülő rendezvények közül kiemelkedik a februári Carcassonne-rajongótalálkozó, a nyár eleji „A svédek meghódítják Königsteint” történelmi látványosság (az alkalom az 1639-es évre utal, amikor a svéd csapatok Pirnából Königsteinen keresztül Csehországba vonultak; a rendezvény során különböző német államok 300 egyenruhás csoportja mintegy száz fehér sátorral történelmi tábort ver az erődben), nyáron a „Festung Aktiv!” sport- és szabadtéri rendezvény, valamint adventben a történelmi-romantikus karácsonyi vásár.

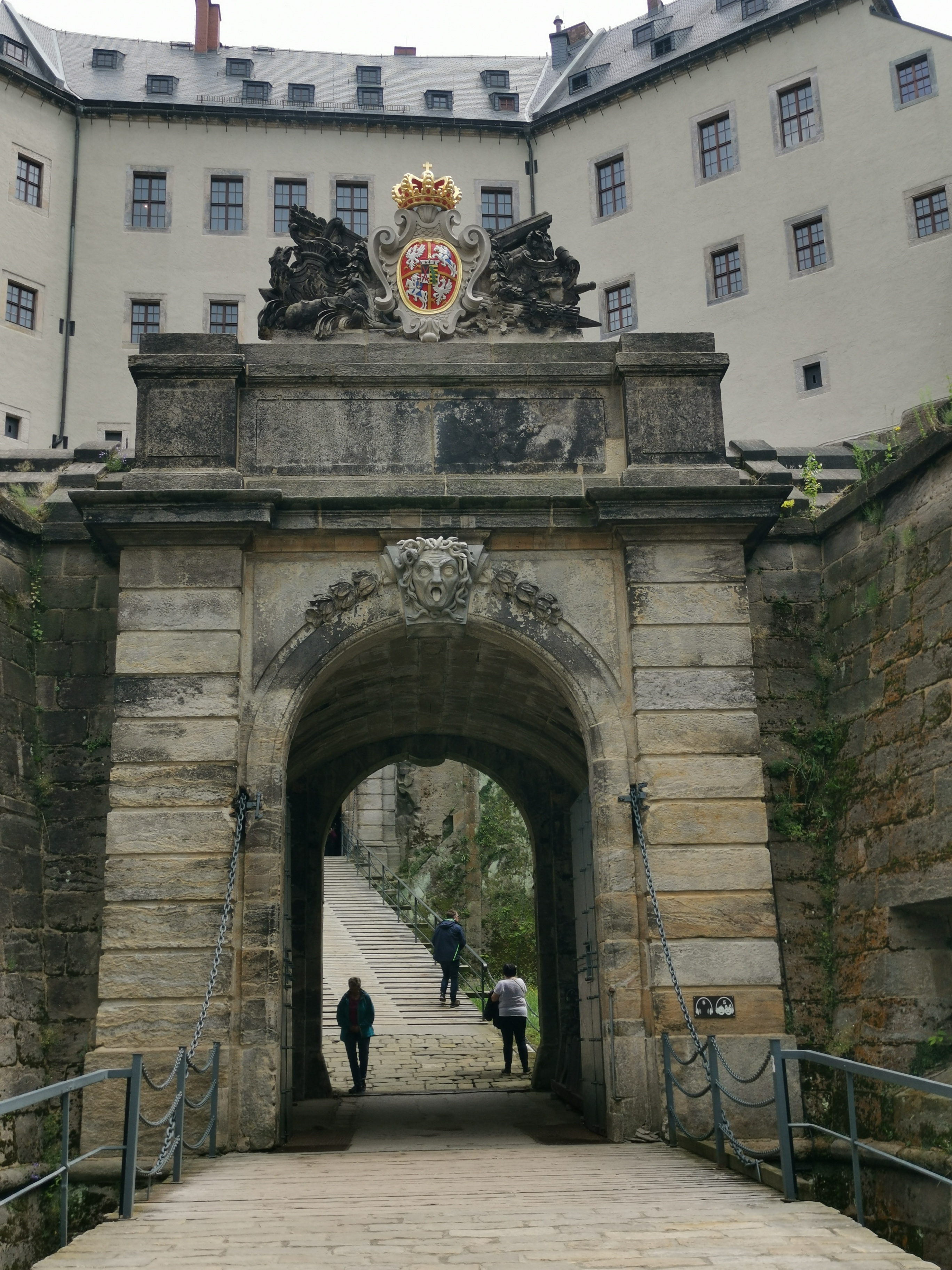
A Medúza-kapu (2020)
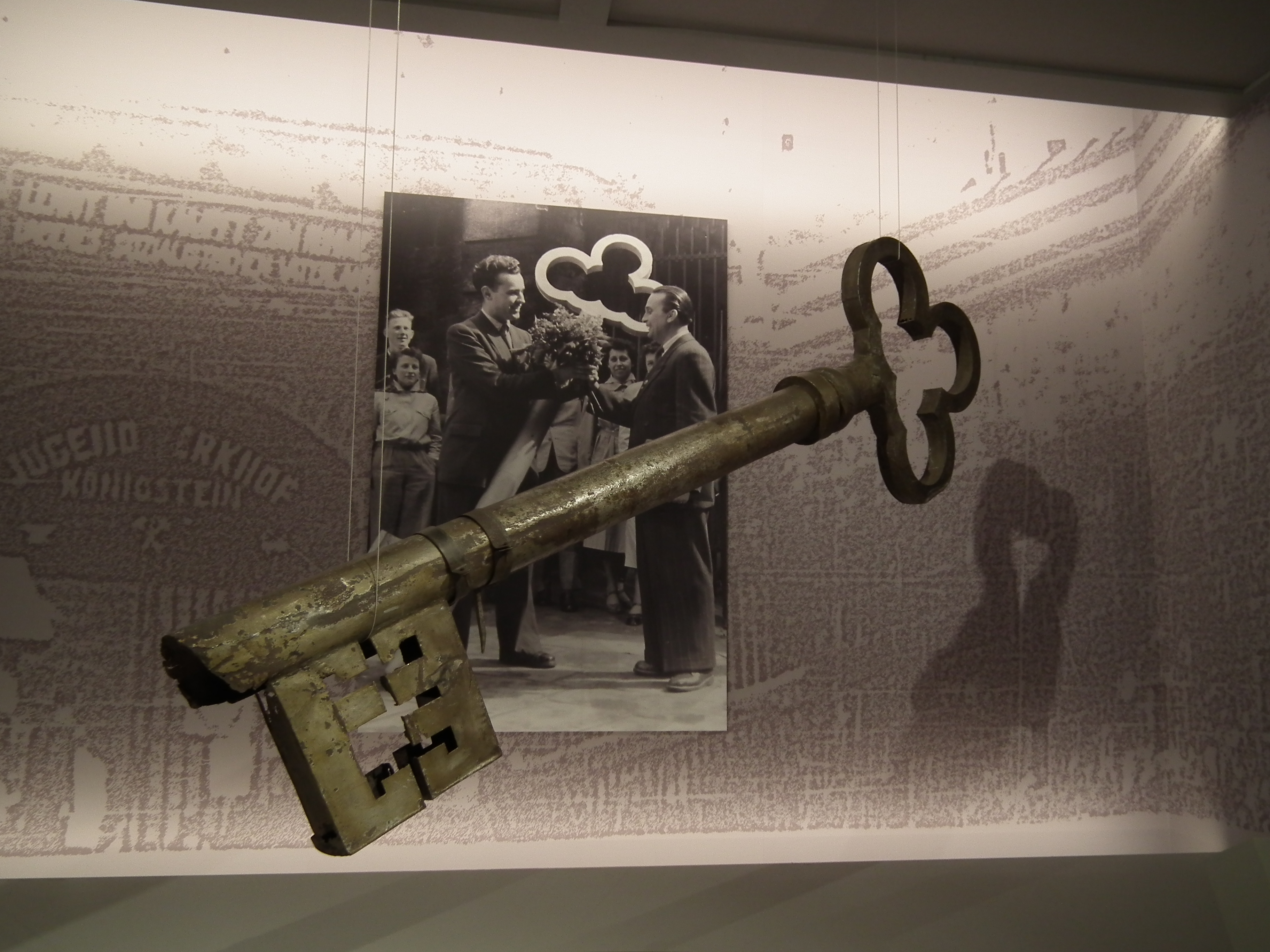
A  Magdalenenburg kiállítótere, a történelmi kulcsot a Jugendwerkhof 1955-ben adományozta a múzeumnak
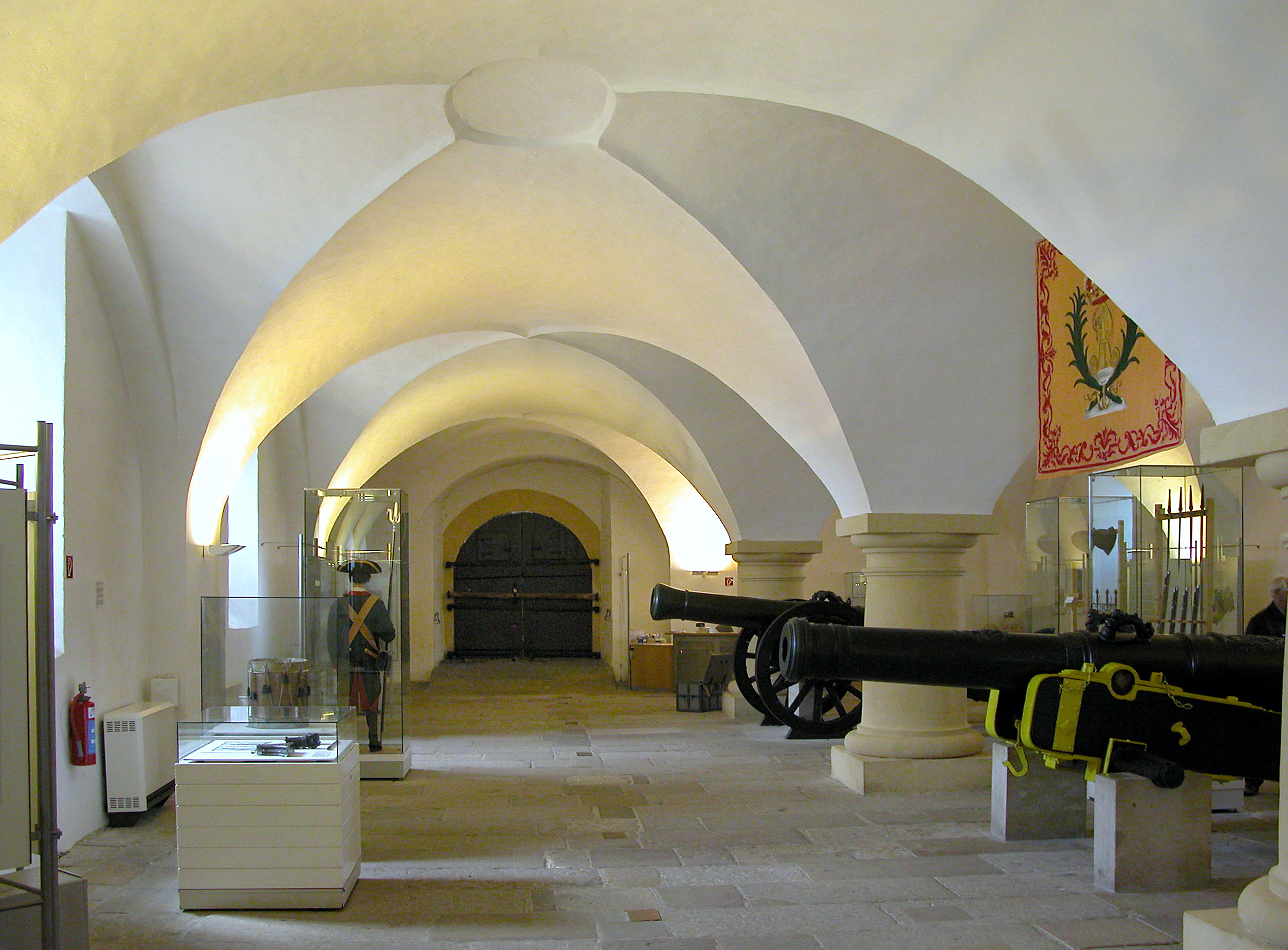
Kiállítás az Altes Zeughaus épületében (2008)
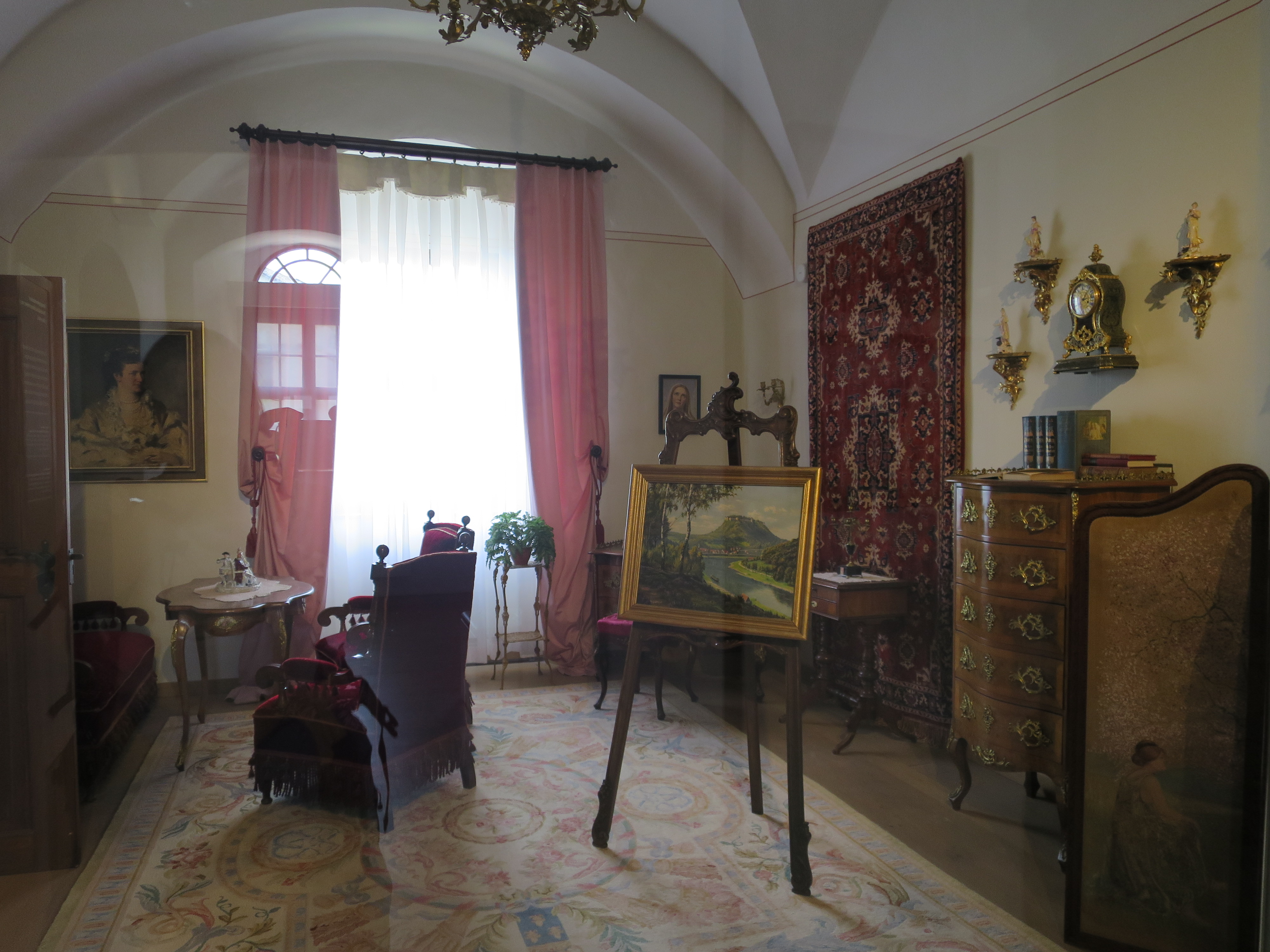
Parancsnoki lakosztály a Kommandanten-hausban(2019)
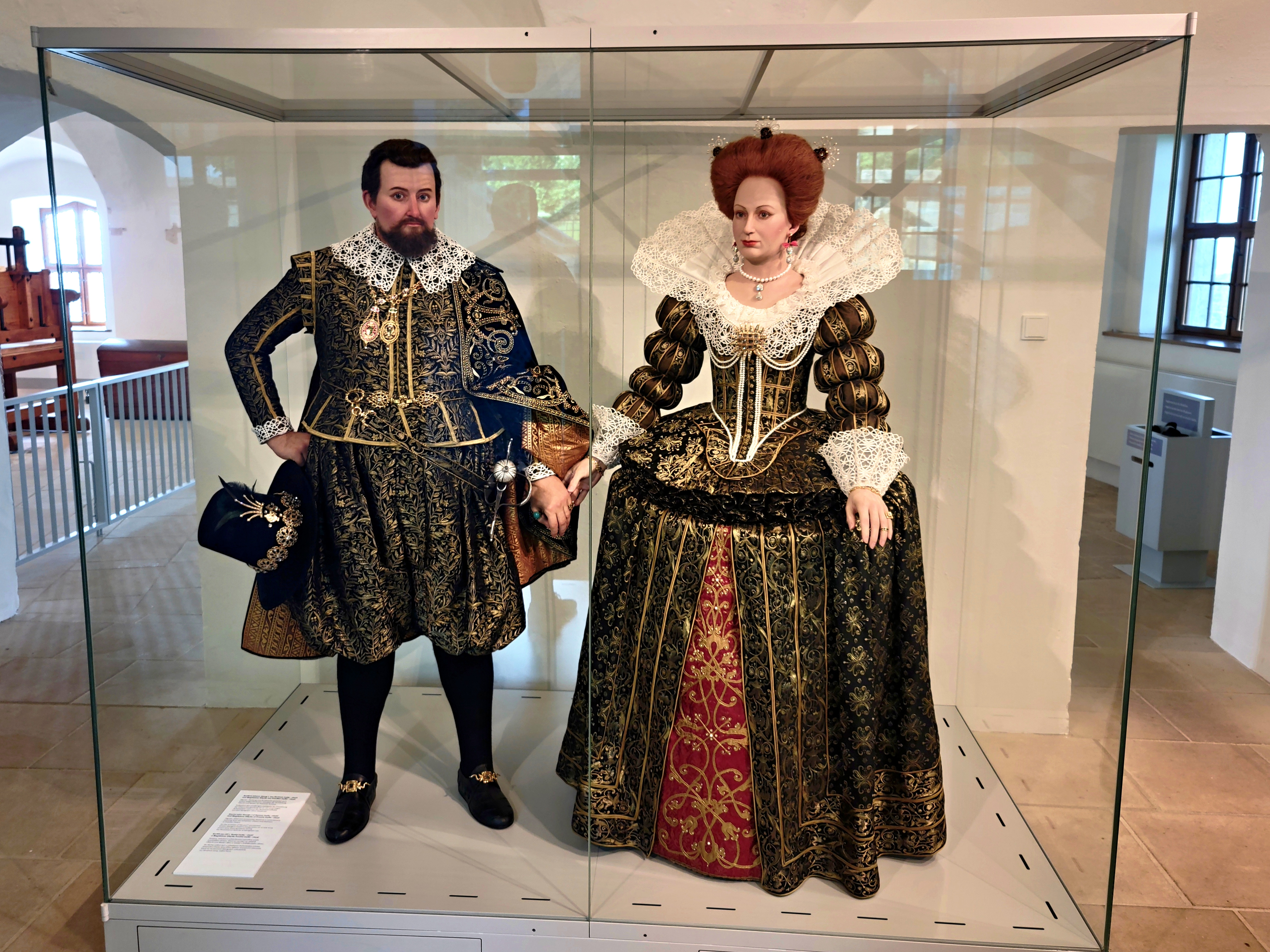
Kiállítás a Gorgenburg épületében (2022)
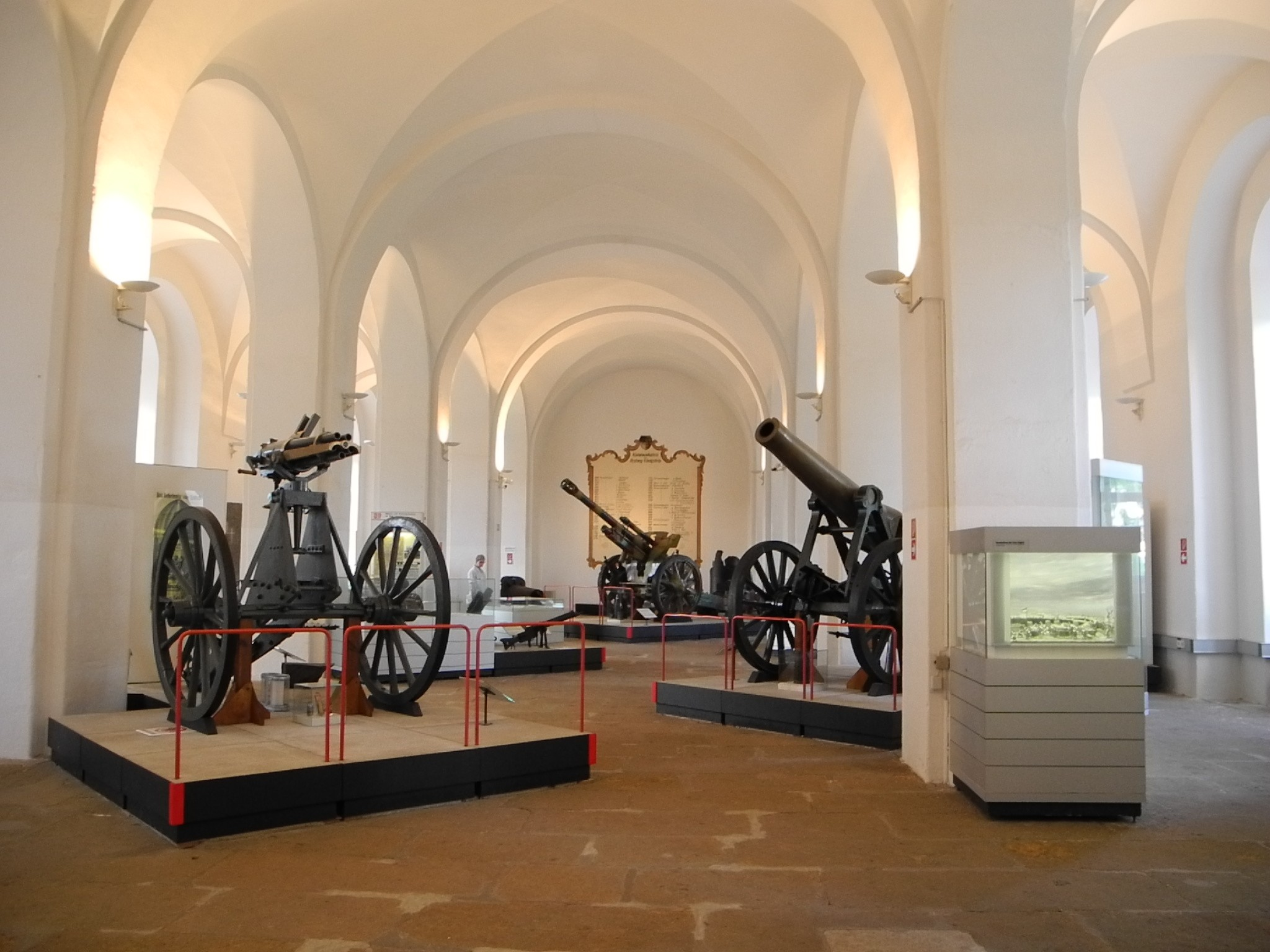
Kiállítótér a Neues Zeughaus épületében (2011)
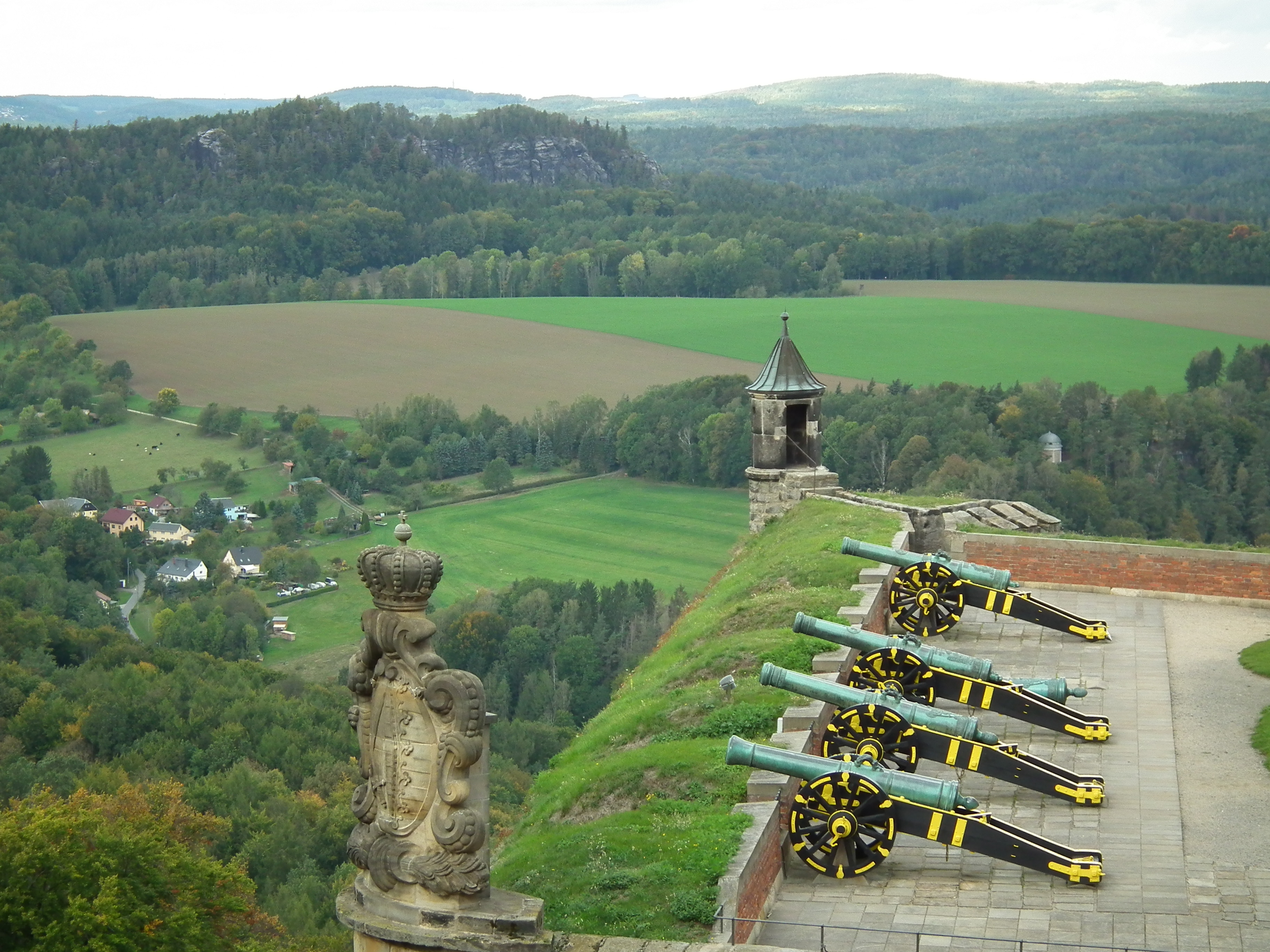
Ágyúk a György-bástyán (2019)

### Látogatószám
Az évi félmillió közötti látogatószám jelentősen csökkent a 2020-as évek elején, de ennek külső okai voltak. 2020-ban a látogatószám csökkenését a Covid19-világjárvány okozta, ami miatt 111 napos zárva tartást kellett beiktatni. 2021-ben a karantén miatti lezárások 194 napot tettek ki. 2022-ben a Covid miatti korlátozások ugyan enyhültek, de az Elbai-homokkőhegységben nyáron pusztító erdőtüzek miatt szintén kevesebb látogatót fogadott a helyszín.
| Év        | Látogatók száma |
| --------- | --------------- |
| 1955–2005 | 25 000 000      |
| 1992      | 0467 136        |
| 1993      | 0538 066        |
| 1994      | 0591 150        |
| 1999      | 0592 026        |
| 2000      | 0649 021        |
| 2001      | 0637 582        |
| 2009      | 0487 000        |
| 2010      | 0446 000        |
| 2011      | 0485 000        |
| 2012      | 0478 000        |
| 2013      | 0465 000        |
| 2014      | 0510.600        |
| 2016      | 0493 200        |
| 2017      | 0476 500        |
| 2018      | 0498 000        |
| 2019      | 0507 458        |
| 2020      | 0333 368        |
| 2021      | 0222 000        |
| 2022      | 0396 506        |
| 2023      | 0428 547        |

## Az erőd művészeti jelentősége
1756 körül III. Ágost választófejedelem megbízta a neves olasz veduta mestert, Bernardo Bellotto festőművészt, hogy fessen egy öt nagyméretű képből álló sorozatot a königsteini erődítményről. A képeket a hétéves háború miatt végül sosem szállították le az uralkodónak, és végül Nagy-Britanniába kerültek. A königsteini festmények közül négyet ma brit közgyűjteményekben őriznek: A Königstein erődje északról a National Galleryben található; a déli irányú ábrázolás a Knowsley Hallban, Merseyside-ban; a Brunnenhaus és a Magdalenenburg felőli udvari képek pedig a Manchester Art Galleryben láthatóak. Az ötödik kép, A königsteini erőd északnyugatról jelenleg az Egyesült Államokban, a washingtoni National Gallery of Artban látható. Az öt kép 2021-ben egy időszaki kiállítás során egyben volt látható Londonban.
Anthony Trollope Phineas Redux című regényében a főhős, Phineas Finn egy kirándulás során Königsteinben, „a csodálatos sziklára épített erődítményben”tudja meg első szerelmétől, aki visszautasította a házassági ajánlatát, hogy valójában mindig is szerette őt, és szereti továbbra is.

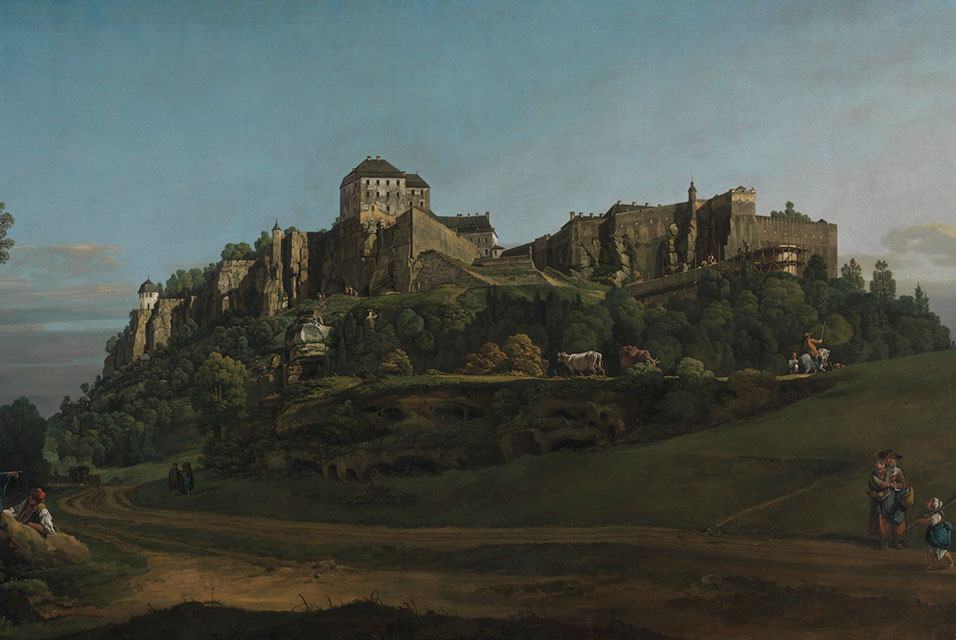
Bernardo Bellotto: Königstein erődje észak felől (National Gallery, London)
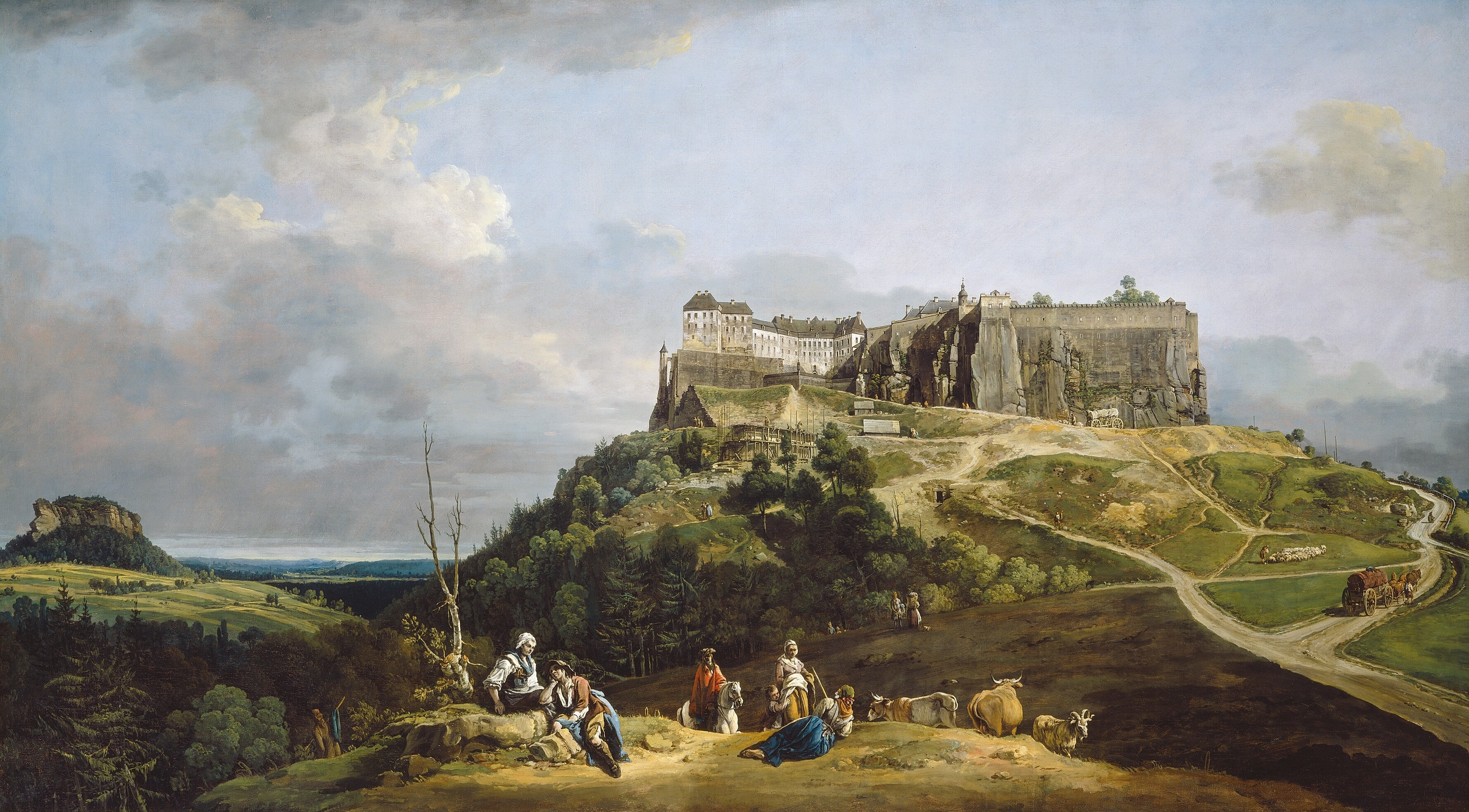
Königstein erődje északnyugat felől (National Gallery of Art, Washington)
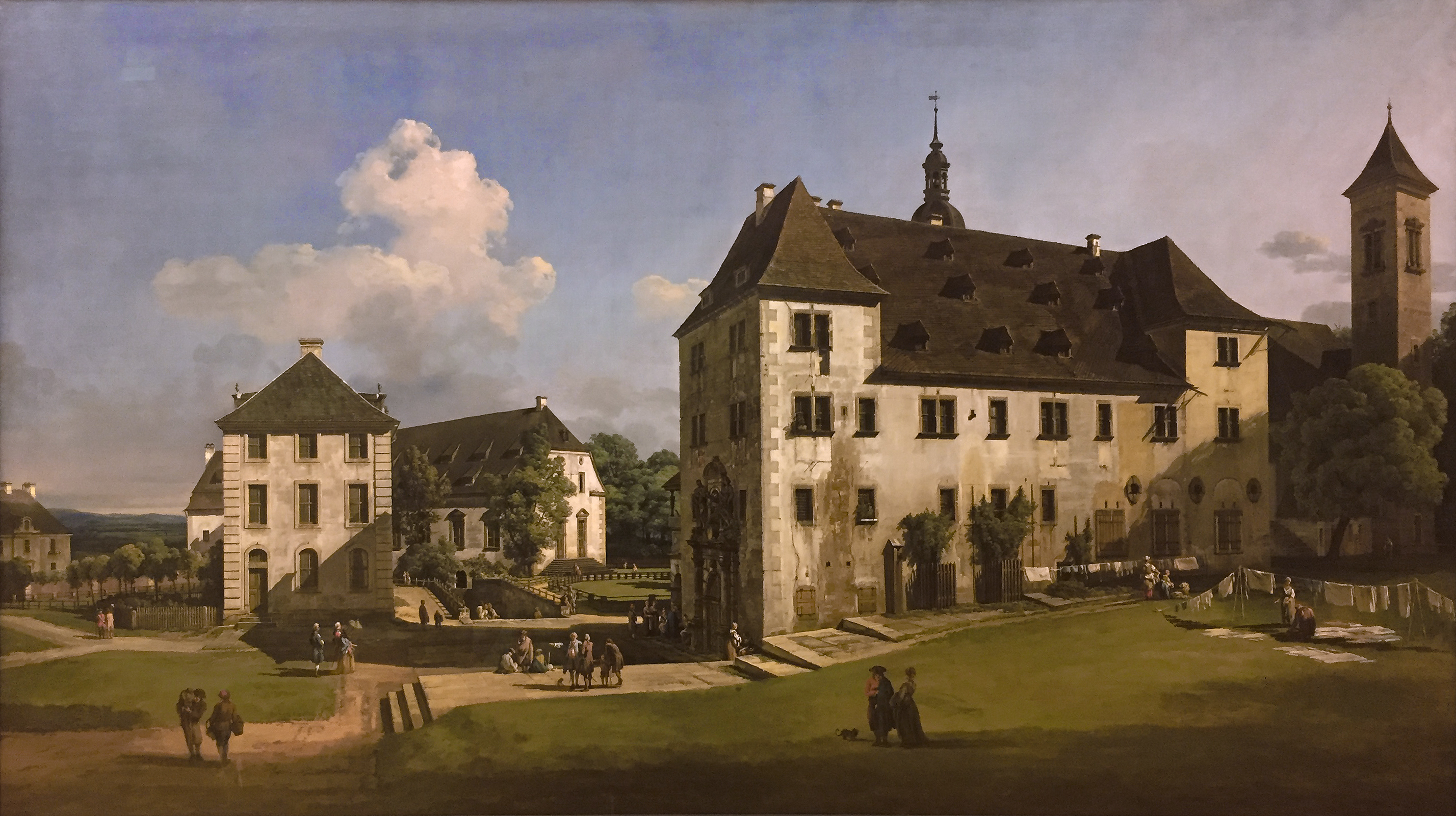
Königstein udvara dél felől (Manchester Art Gallery)
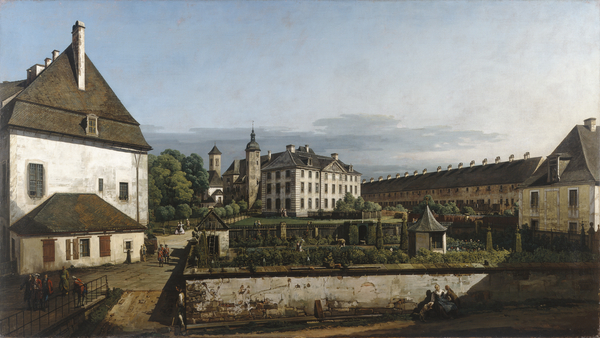
Königstein udvara a Brunnenhaus-szal (Manchester Art Gallery)

## Fordítás
- Ez a szócikk részben vagy egészben  a   Festung Königstein című német Wikipédia-szócikk ezen változatának fordításán alapul.  Az eredeti cikk szerkesztőit annak laptörténete sorolja fel. Ez a jelzés csupán a megfogalmazás eredetét és a szerzői jogokat jelzi, nem szolgál a cikkben szereplő információk forrásmegjelöléseként.